# Bombardement de Kure
Seconde Guerre mondiale, Guerre du Pacifique
Le bombardement de Kure et de ses environs par des avions de l'aéronavale des États-Unis et du Royaume-Uni fin juillet 1945 a entraîné la destruction de la plupart des derniers navires de guerre de la Marine impériale japonaise encore en service.
Les attaques de la Troisième flotte américaine sur l'arsenal naval de Kure, dans la préfecture de Hiroshima, au sud-ouest de l'île d'Honshū, et des ports à proximité les 24, 25 et 28 juillet 1945 ont coulé un porte-avions, trois cuirassés, cinq croiseurs, et plusieurs autres navires mineurs. Dans le même temps, la flotte britannique du Pacifique a bombardé d'autres cibles dans la mer intérieure de Seto, a coulé deux frégates et plusieurs autres navires plus petits et causé des dégâts au porte-avions d'escorte Ryūhō.

## Le prélude
En juillet 1945, les grands navires de guerre restants de la Marine impériale japonaise sont concentrés autour de la base navale de Kure. Ces navires ont été immobilisés par les pénuries de carburant et employés comme des batteries antiaériennes fixes. L'amiral John S. McCain, Sr., le commandant de la force opérationnelle américaine de porte-avions rapides (Task Force 38), s'est fortement opposé à une attaque sur Kure car, avec son état-major, il estimait que les navires ne constituaient qu'une menace mineure.
Dans ses mémoires, l'amiral Halsey a donné quatre raisons pour lesquelles il a lancé une attaque contre Kure malgré l'opposition de McCain. En premier, il a cité sa conviction que l'attaque remonterait le moral des forces américaines et constituerait des représailles pour l'attaque de Pearl Harbor en décembre 1941 ; deuxièmement, cette attaque garantirait la passivité japonaise par rapport à l'invasion prévue d'Hokkaido par les Soviétiques ; troisièmement, elle empêcherait le Japon d'utiliser sa flotte pour négocier de meilleures conditions de paix, et, enfin, son commandant, l'amiral de la Flotte Chester W. Nimitz lui a ordonné de mener l'attaque.
Même si la flotte britannique du Pacifique a été sous les ordres de la Troisième Flotte américaine, elle a été exclue de l'attaque pour que le Royaume-Uni ne puisse pas prétendre avoir détruit une partie de la flotte japonaise. C'est pourquoi elle a donc dû attaquer seulement les aérodromes et le port d'Osaka,.
En 1945, avant les attaques de la fin de juillet, des bombardiers B-29 des U.S. Army Air Forces avaient déjà bombardé Kure. L'usine d'avions maritimes de Hiro avait été bombardée le 5 mai, des mines marines avaient été placées dans les entrées du port le 30 mars et le 5 mai, et 40% de la ville avait été détruit dans un grand bombardement le 1er juillet.
Dans ces attaques, la Task Force 38, les Américains, et la Task Force 37, les Britanniques, ont joué un rôle ; les HMS Formidable, Indefatigable, et Victorious ont fait partie de la Task Force 37.

## Les bombardements
L'attaque sur Kure de la Troisième Flotte a commencé le 24 juillet. Des avions provenant de porte-avions américains ont effectué 1747 sorties ce jour-là contre des cibles japonaises. Ces attaques ont été fructueuses : le porte-avions Amagi, le croiseur Ōyodo, et le navire amiral provisoire de la flotte combinée, ont été coulés. Les cuirassés Hyūga, Ise, et Haruna, les croiseurs lourds Tone et Aoba, les vieux croiseurs d'entraînement cuirassés Iwate et Izumo ont tous subi d'importants dégâts et ont été stationnés dans les eaux peu profondes. Leur amarrage peu profond a exclu l'utilisation de torpilles. Les avions américains ont essayé de réduire leurs propres pertes, causées par la grande quantité de batteries antiaériennes dans la zone, en utilisant des bombes à temps de détonation variable,.

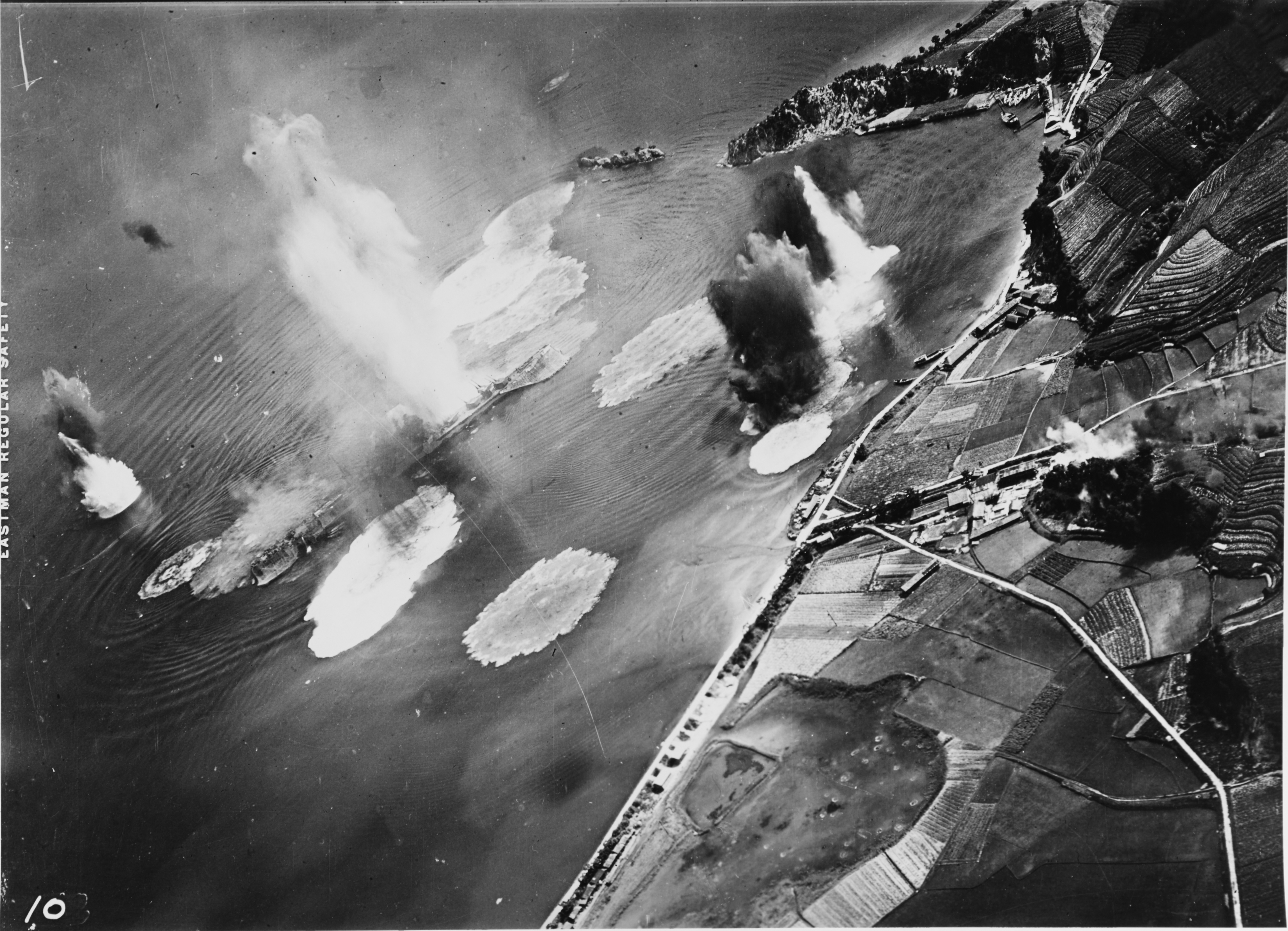
Le Tone est attaqué le 24 juillet

Les attaques de la flotte britannique du Pacifique sur Osaka ainsi que sur ses cibles de la mer intérieure de Seto ont endommagé le porte-avions d'escorte Kaiyō et ont coulé les frégates C.D. N° 4 et C.D. N° 30, mais les britanniques ont perdu quatre avions.
Les attaques américaines sur Kure ont repris le 28 juillet et les cuirassés Isé et Haruna ont encore subi des dégâts, comme le croiseur lourd Aoba. Le porte-avions Katsuragi, qui avait largement échappé aux attaques précédentes, et le porte-avion d'escorte Ryūhō ont été attaqués et le premier a subi d'importants dégâts. Ces attaques aériennes ont été parmi les plus grandes menées par l'U.S. Navy pendant la guerre, et ont été les plus destructrices au niveau maritime.
L'USAAF a aussi lancé une attaque sur les navires japonais à Kure le 28 juillet. Cette attaque a été exécutée par 79 bombardiers B-24, basés à Okinawa. Le croiseur échoué Aoba a été frappé par quatre bombes. Ces bombardements ont causé de nouveaux dégâts, et l'arrière du navire s'est séparé du reste. Pendant l'attaque, deux B-24 ont été abattus et quatorze autres ont été endommagés.
Les Alliés perdirent 102 équipages et 133 avions, au combat ou lors d'accidents, au cours de ces attaques. Ces pertes sont supérieures à celles subies par la Troisième flotte américaine dans la plupart de ses opérations, du fait des importantes défenses antiaériennes autour de Kure.

## Conséquences

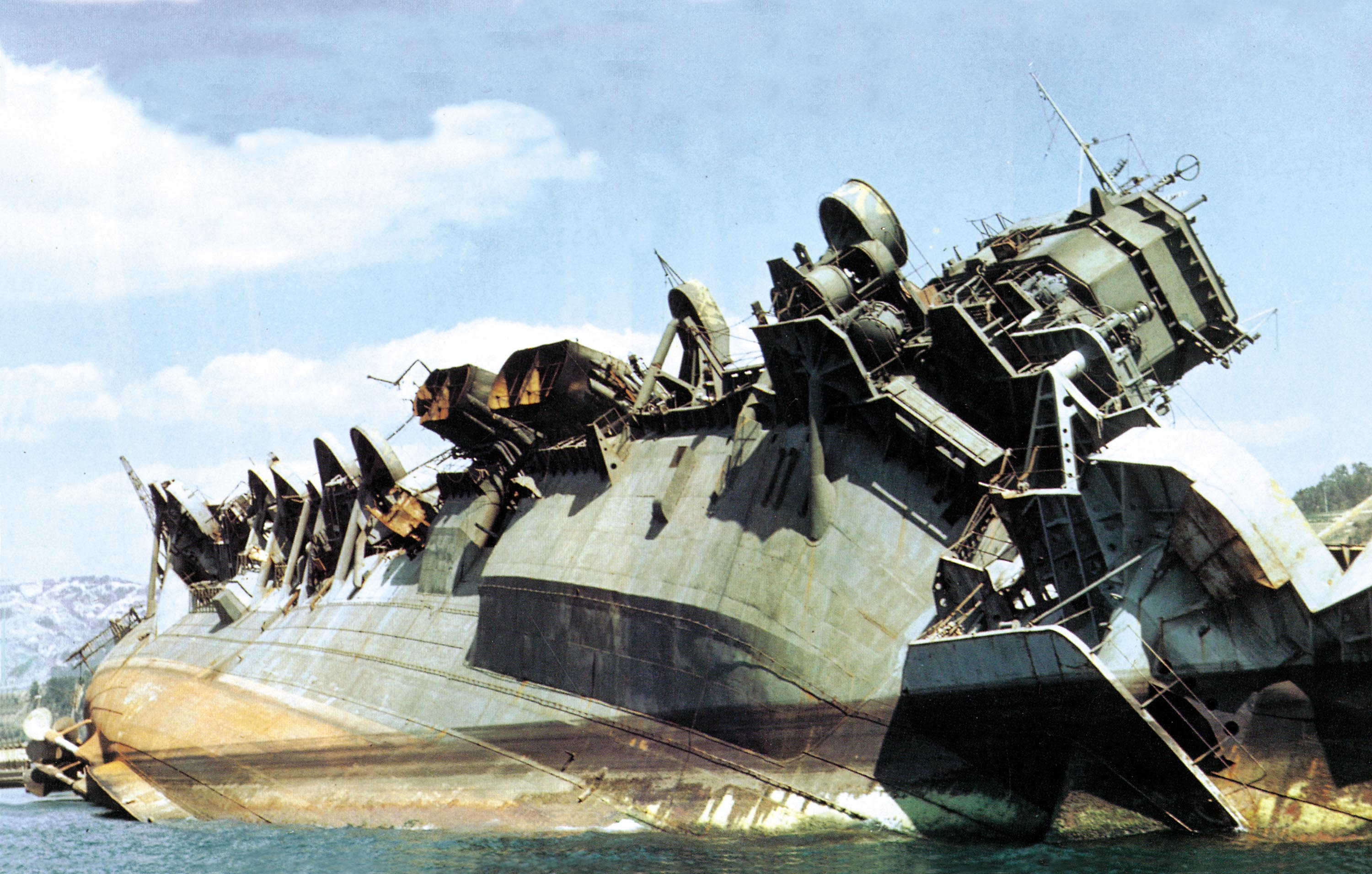
Amagi en 1946

Les attaques des Alliés sur Kure et dans la mer intérieure de Seto ont fait du cuirassé Nagato, basé à Yokosuka, le seul navire capital restant des forces maritimes japonaises. La destruction des cuirassés et de croiseurs lourds à Kure a été comparée par l'historien Stephen Roskill à une revanche pour les pertes américaines lors de l'attaque de Pearl Harbor. Ces attaques ont également permis à la Flotte soviétique du Pacifique de se répandre dans la mer du Japon sans craindre d'opposition.

### Sources
- Wesley Craven et James Cate, The Pacific : Matterhorn to Nagasaki, Chicago, The University of Chicago Press, coll. « The Army Air Forces in World War II », 1953
- (en) Richard B. Frank, Downfall. The End of the Imperial Japanese Empire, New York, Penguin Books, 1999, 484 p. (ISBN 0-14-100146-1)
- (en) William F. Halsey et J. Bryan, Admiral Halsey's Story, Londres, Whittlesey House, 1947
- (en) Samuel Eliot Morison, Victory in the Pacific, Champaign, University of Illinois, coll. « History of United States Naval Operations in World War II », 1960 (2002 reprint), 407 p. (ISBN 0-252-07065-8, présentation en ligne)
- (en) Jurgen Rohwer, Gerhard Hummelchen et Thomas Weis, Chronology of the War at Sea 1939–1945, Annapolis, Naval Institute Press, 2005, 3e éd., 532 p. (ISBN 978-1-59114-119-8)
- Stephen W. Roskill, The War At Sea 1939–1945. Volume III The Offensive. Part II 1st June 1944 – 14th August 1945, Londres, Her Majesty's Stationary Office, coll. « History of the Second World War », 1961
- (en) Royal Navy, War with Japan. Volume VI Advance to Japan, Londres, HMSO, 1995, 1re éd., 341 p. (ISBN 978-0-11-772821-9)
- (en) Barrett Tillman, Whirlwind : The Air War Against Japan 1942–1945, New York, Simon & Schuster, 2010 (ISBN 978-1-4165-8440-7)